# O Hyok-chol
O Hyok-chol (2 de agosto de 1991) é um futebolista profissional norte-coreano que atua como meia.

## Carreira
O Hyok-chol representou a Seleção Norte-Coreana de Futebol na Copa da Ásia de 2015.